# Coupe du Monde de Trot
La Coupe du Monde de Trot est une compétition hippique de trot qui s'est disputée de 1995 à 2007 regroupant plusieurs épreuves qualificatives à travers le monde, puis une épreuve finale.
La première édition eut lieu en 1995 et fut remportée par le cheval suédois Activity, entraîné et drivé par Anders Lindqvist. Depuis, les plus grands trotteurs ont souvent inscrit leur nom au palmarès de cette Coupe du Monde de Trot. Il faut cependant attendre l'édition 2006 pour voir une jument, Lady d'Auvrecy, inscrire son nom au palmarès de l'épreuve.
Victime d'un manque de succès, la décision de ne pas reconduire l'épreuve est prise en 2008.

## Édition 2007
La Coupe du Monde de Trot 2007 s'appuie sur 7 épreuves. Elle débute le 31 juillet 2007 et se termine le 30 septembre 2007. Le vainqueur de 3 étapes et de la finale reçoit 1 000 000 d'euros de bonus.
| Pays       | Course                                            | Vainqueur         | Driver             |
| Suède      | Hugo Abergs Memorial                              | Oiseau de Feux    | Jean-Michel Bazire |
| États-Unis | Nat Ray                                           | Corleone Kosmos   | John Campbell      |
| Italie     | Gran Premio Cita                                  | El Nino           | Enrico Bellei      |
| France     | Grand prix du conseil général des Alpes-Maritimes | Meaulnes du Corta | Pierre Levesque    |
| Canada     | Breeders Crown                                    | Equinox Bi        | Trevor Ritchie     |
| Canada     | Maple Leaf Trot                                   | Equinox Bi        | Trevor Ritchie     |
| France     | Finale - Vincennes                                | Meaulnes du Corta | Pierre Levesque    |

## Édition 2006
La Coupe du Monde de Trot 2006 s'appuie sur 5 épreuves. La finale a eu lieu à Kazan, au Tatarstan, le 30 août.
| Pays       | Course                                            | Vainqueur      | Driver          |
| Italie     | Grand Prix UNIRE                                  | Kool du Caux   | Joseph Verbeeck |
| Suède      | Hugo Abergs Memorial                              | Citation       | Erik Adielsson  |
| États-Unis | Nat Ray                                           | Sand Vic       | Brian Sears     |
| France     | Grand Prix du Conseil Général des Alpes Maritimes | Mara Bourbon   | Erik Adielsson  |
| Russie     | Finale 2006 - Kazan                               | Lady d'Auvrecy | Sébastien Baude |

## Palmarès
| Année | Cheval            | Nationalité | Driver               |
| 2007  | Meaulnes du Corta | France      | Pierre Levesque      |
| 2006  | Lady d'Auvrecy    | France      | Sébastien Baude      |
| 2005  | Prime Prospect    | Italie      | Andrea Guzzinati     |
| 2004  | Gidde Palema      | Suède       | Åke Svanstedt        |
| 2003  | Revenue           | Suède       | Lutfi Kolgjini       |
| 2002  | Varenne           | Italie      | Giampaolo Minnucci   |
| 2001  | Giesolo de Lou    | France      | Jean-Étienne Dubois  |
| 2000  | Varenne           | Italie      | Giampaolo Minnucci   |
| 1999  | Indian Silver     | Suède       | Stig Henry Johansson |
| 1998  | Zoogin            | Suède       | Åke Svanstedt        |
| 1997  | Rite On Line      | États-Unis  | Atle Hamre           |
| 1996  | Zoogin            | Suède       | Åke Svanstedt        |
| 1995  | Activity          | Suède       | Anders Lindqvist     |